# Uliodon frenatus
Espèce
Synonymes
- Zora frenata L. Koch, 1873
- Tegenaria vicina Karsch, 1878
- Uliodon hawkesi Hogg, 1911

Uliodon frenatus est une espèce d'araignées aranéomorphes de la famille des Zoropsidae.

## Distribution
Cette espèce est endémique de Nouvelle-Zélande.

## Publication originale
- L. Koch, 1873 : Die Arachniden Australiens. Nürnberg, vol. 1, p. 369-472 (texte intégral).